# Pungut Hilir
Pungut Hilir is een bestuurslaag in het regentschap Kerinci van de provincie Jambi, Indonesië. Pungut Hilir telt 666 inwoners (volkstelling 2010).